# めっちゃすきやねん
『めっちゃすきやねん』は、2013年4月5日から2023年6月25日までラジオ大阪で放送されていたラジオ番組。パーソナリティは声優の大空直美と中島唯と松田颯水。

## 概要
大阪府出身の新人若手女性声優3人が「大阪ってかわいい」をコンセプトにしたバラエティ番組である。
この番組に限っては、原則としてパーソナリティ全員が大阪弁にて話す。
「自称ラジオ大阪開局55周年記念番組」として始められた番組であったが、『ラジオ大阪開局55周年記念「1314 V-STATION うたの文化祭」』が終わると、2013年8月2日(第18回)放送以降「自称ラジオ大阪55周年記念番組」という言葉は外された。
2014年4月10日に、ニコニコ動画のニコニコチャンネルに「めっちゃすきやねんチャンネル」が開設され、会員向けに収録風景スライドショー付きの本編を配信。本編の後には、チャンネル配信限定で数分間の「延長戦」と称したおまけが付いている。特別動画の配信やニコニコ生放送を行う場合もある。
2017年6月2日に、めっちゃすきやねんチャンネルにて、不定期おまけコーナーが付いた会員限定動画が本編と同時に配信されることが発表された。
2016年11月18日からドコモ・アニメストアで、2017年1月30日からはラジオクラウドでも配信が始まった。
2017年6月23日（第221回）の放送をもってドコモ・アニメストアでの配信は一旦終了となった。
Twitterでの番組公式ハッシュタグは「#mecha55」。
2018年9月14日（第285回）放送にて、プロデューサーである兼田健一郎の番組卒業が発表された。
2021年7月2日（第431回）の放送よりキッチンDIVEがスポンサーに付いていた。
2022年4月から金曜23:00 - 翌1:00に『サクラバシ919』が放送されるため、放送時間が日曜22:30 - 23:00に変更された。
2022年10月より有料配信媒体がニコニコ動画の「めっちゃすきやねんチャンネル」からミクチャの「めちゃすきファンクラブ」に移行した。
2023年4月から放送時間が日曜22:00 - 22:30に変更された。
2023年5月28日の放送にて2023年6月25日をもって放送終了することが発表された。
2023年6月25日約10年3ヶ月にわたって放送された番組がこの日をもって終了した。

## 放送日時
| 放送局                                    | 開始日         | 配信日時                | 備考 |
| ----------------------------------------- | -------------- | ----------------------- | --- |
| ラジオ大阪                                | 2013年4月5日-  | 放送終了                | 2022年3月25日までは毎週金曜日 23:00 - 23:30 2023年3月26日までは毎週日曜日 22:30 - 23:00 2023年4月2日より6月25日までは毎週日曜日 22:00-22:30 2023年6月25日をもって放送終了                                               |
| 文化放送超!A&G+                           | 2013年7月7日   | 配信終了                | 2013年7月7日より10月6日までは毎週日曜日16:30 - 17:00。 2013年10月13日より2020年3月29日までは毎週日曜日17:30 - 18:00。                                                                                                   |
| ニコニコ動画 めっちゃすきやねんチャンネル | 2014年5月2日   | 更新終了                | ラジオ大阪の放送と同時に配信していた 最新回を含む26回分のアーカイブを配信 チャンネル限定の収録風景のスライドショー付き本編・延長戦・おまけ動画を配信 チャンネル会員への登録が必要（有料） 2022年9月25日をもって更新終了 |
| ドコモ・アニメストア                      | 2016年11月18日 | 配信終了                | 2017年6月23日をもって終了 |
| ラジオクラウド                            | 2017年1月30日  | 配信終了                | 最新回を含む4回分のアーカイブを配信 ラジオクラウドへの会員登録が必要（無料） 2023年6月25日をもって更新終了し7月23日までに1週間毎に順次配信終了                                                                          |
| ミクチャ めちゃすきファンクラブ           | 2022年10月2日  | 毎週日曜日 22:30 - 配信 | ミクチャアプリで入会が必要（有料） |

ラジオ大阪では、大空がパーソナリティを務める『いなり、こんこん、恋らじお。』の放送に伴い、2014年1月3日から3月28日までは、20分に放送時間を短縮し、毎週金曜日 23:25 - 23:45にて、放送され、超!A&G+では、10分間の延長戦を合わせて、30分枠を維持していた。
ラジオ大阪では、編成上の都合により放送時間を短縮した、短縮版を放送することがある。この場合、ネット局には通常の30分版が裏送りされる。逆に特別版をラジオ大阪でのみ放送されることがあり、この場合、ニコニコチャンネルでも有料配信される。
ラジオ大阪にて2016年3月4日放送、超!A&G+では2016年3月6日放送の第153回より半年間、選曲じゃんけん終了後に両局ともに同じスポットCMが放送されていた。

## ゲスト
（※）：同時期に放映されており、大空が出演していたTVアニメ「にゃんこデイズ」連動コーナー「めっちゃねこやねん」内のみ出演。
- 第13回（2013年6月28日） - 松田利冴（養成所の事情により声は無しで出演）
- 第21回（2013年8月23日） - 松田利冴
- 第28回（2013年10月11日） - 鳴海杏子
- 第30回（2013年10月25日） - 寺川愛美
- 第31回（2013年11月1日） - 大坪由佳
- 第35回（2013年11月29日） - 木内秀信
- 第44回（2014年1月31日） - 大宮三郎、櫻井ななこ（OVA『サクラカプセル』の宣伝）
- 第80回（2014年10月10日） - たかはし智秋
- 第81回（2014年10月17日） - たかはし智秋
- 第82回（2014年10月24日） - 前田登
- 第97回（2015年2月6日） - Starving Trancer
- 第122回（2015年7月31日） - 岩田光央
- 第168回（2016年6月17日） - 千菅春香
- 第197回（2017年1月6日） - 荒浪和沙（※）
- 第198回（2017年1月13日） - 荒浪和沙（※）
- 第203回（2017年2月17日） - 木戸衣吹（※）
- 第204回（2017年2月24日） - 楠田亜衣奈
- 第204回（2017年2月24日） - 木戸衣吹（※）
- 第205回（2017年3月3日） - 山崎エリイ（※）
- 第206回（2017年3月10日） - 山崎エリイ（※）
- 第207回（2017年3月17日） - 上原あかり（※）
- 第208回（2017年3月24日） - 上原あかり（※）
- 第217回（2017年5月26日） - 渡部優衣

## 関連商品

### CD
- やっぱすきやねん

2013年10月26日、2014年3月21日発売。
やしきたかじんによる『やっぱ好きやねん』をアレンジしたカバー曲。
手焼きCDを、2013年10月26日に開催された「Japan Pop Culture Festival 2013」にて限定100枚、2014年3月21日に開催された「1周年記念日本橋ストリートフェスタに凱旋イベント」にて限定150枚を販売した。
収録曲
1. やっぱ好きやねん
  - 歌唱：大空直美・中島唯・松田颯水
2. やっぱ好きやねん（inst.）
3. ボーナストラック

- めっちゃすきやねん ラジオCD（OBC-1501）

2014年12月30日発売。
番組初のオリジナル楽曲。
2014年12月30日に開催された「コミックマーケット87」や、同年12月31日に開催された「めっちゃすきやねんカウントダウンイベント」にて販売した。ラジオ大阪V-Stationオンラインショッピングでも販売。
2015年1月16日（第94回）放送からは番組OP曲としても使用している。
収録曲
Disk1
1. めっちゃすきやねん
  - 歌唱：大空直美・中島唯・松田颯水
  - 作詞：Naomi ohzora/Yui Nakajima/Satsumi Matsuda × MI RANA 作曲：Starving Trancer 編曲：Starving Trancer × Yusuke Yamasaki
2. めっちゃすきやねん-そらそらVer.-
  - 歌唱：大空直美
3. めっちゃすきやねん-ゆいにゃんVer.-
  - 歌唱：中島唯
4. めっちゃすきやねん-さっつんVer.-
  - 歌唱：松田颯水
5. めっちゃすきやねん（inst.）

Disk2
1. 自称ラジオ大阪開局55周年記念番組「めっちゃすきやねん」・第1回
2. 松田颯水のコーナー
3. 大空直美のコーナー
4. 中島唯のコーナー

- めっちゃすきやねん NEW WORLD／好きな人（OBC-1607）

2016年7月17日発売。
放送開始から4年目を迎え、新たに作成されたオリジナル楽曲。
2016年7月17日から開催された「めっちゃすきやねん歌合戦 全国 5大都市ツアー」にて販売した。
収録曲
1. NEW WORLD
  - 歌唱：大空直美・中島唯・松田颯水
  - 作詞・作曲・編曲：羽鳥風画
2. 好きな人
  - 歌唱：大空直美・中島唯・松田颯水
  - 作詞：MI RANA 作曲・編曲：Starving Trancer
3. NEW WORLD（inst.）
4. 好きな人（inst.）
5. 朗読『赤ずきんちゃん』（ボーナストラック）

- めっちゃすきやねん 〜そろそろ唯我独SONG丸〜（OBC-170903）

2017年9月17日発売。
番組初のソロ曲入りミニアルバム。
2016年12月31日に行われた年越しカウントダウンイベントにて今後の希望をリスナーから募った際、「新曲やソロ曲を作成して欲しい」という要望があり、それに応える形で2017年4月14日（第211回）放送の延長戦で、新曲と3人それぞれのソロ曲の作成の先行発表された。
またミニアルバム発売を記念して「めっちゃすきやねん歌合戦 全国5大都市ツアー2017」が開催された。ラジオ大阪V-Stationオンラインショッピングでも販売。
RADIO SHIPは2018年4月6日（第262回）放送からは番組OP曲としても使用している。
収録曲
1. RADIO SHIP（）
  - 歌唱：大空直美・中島唯・松田颯水
  - 作詞・作曲：高橋美佳子 編曲：森空青
2. そらそ♡らぶ
  - 歌唱：大空直美
  - 作曲：Starving Trancer 作詞：kari*n 編曲：Shinji Namai・溝口ゆうま
3. むすんでひらいて
  - 歌唱：中島唯
  - 補作詞：中島唯 作曲：Jean-Jacques Rousseau 編曲：羽鳥風画
4. 鳴響（）マインド
  - 歌唱：松田颯水
  - 作詞・作曲・編曲：羽鳥風画
5. RADIO SHIP（inst.）
6. そらそ♡らぶ（inst.）
7. むすんでひらいて（inst.）
8. 鳴響マインド（inst.）

- めっちゃすきやねん mecha go! go!（OBC-180701）

2018年7月7日発売。
過去のオリジナル楽曲に新曲2曲を加えたアルバム。
神戸ワールド記念ホールで開催された「ラジオ大阪開局60周年記念 1314V-STATION 20周年記念 岩田光央・鈴村健一スウィートイグニッション15周年記念 V-STATION the Live passion」の物販において販売された。
収録曲
1. ミラクルカラフルトレイン
  - 歌唱：大空直美・中島唯・松田颯水
  - 作詞・作曲：杉本善徳
  - 編曲：岡哲弘
  - Recording by 有馬英之（POWER HOUSE INC.）
  - Mixed by 太田那東教
2. Go forward into the future
  - 歌唱：大空直美・中島唯・松田颯水
  - 作詞・作曲：杉本善徳
  - 編曲：Saya
  - Recording by 有馬英之（POWER HOUSE INC.）
  - Mixed by 太田那東教
3. 鳴響マインド
4. むすんでひらいて
5. そらそ♡らぶ～2018～
6. RADIO SHIP
7. 好きな人
8. NEW WORLD
9. めっちゃすきやねん
10. ミラクルカラフルトレイン（inst.）
11. Go forward into the future（inst.）

## 生放送

### 超!A&G+
A&Gサマーフェスティバル2013　めっちゃすきやねん公開生放送
- 2013-08-11

### ラジオ大阪
1314V-STATION カウントダウンスペシャル 「Vステゆく年くる年」
- 2016-12-31～2017-01-01

### ニコニコ生放送
「声優魂」ラジオ大阪「めっちゃすきやねん」イベント配信
- 2013-12-14

めっちゃすきやねんがバレンタインデーにニコ生するでー
- 2015-02-14

めちゃすきがゲーム実況ニコ生に挑戦！ 
- 2015-10-12

めっちゃすきやねん的パジャマパーティー！　
- 2016-06-04

そらそらお誕生日会！
- 2017-02-04

さっつんお誕生日会！
- 2017-07-17

ゆいにゃんお誕生日会！
- 2017-10-11

めっちゃすきやねんニコニコ生放送！
- 2018-05-27

めっちゃすきやねんニコニコ生放送！LIVE PASSION直前スペシャル
- 2018-06-28

さっつんお誕生日会！
- 2018-10-27

## 公開イベント

### 2013年
第9回 日本橋ストリートフェスタ2013 ラジオ大阪ブース インタビュー
- - 2013-03-24 - 朝日パーク日本橋5丁目[21]

ラジオ大阪開局55周年記念「1314 V-STATION うたの文化祭」
- - 2013-07-15 - ホテル大阪ベイタワー（4階ベイタワーホール）

A&Gサマーフェスティバル2013 
- - 2013-08-11 - 文化放送メディアプラス 1F イベントスペース

Japan Pop Culture Festival 2013
- - 2013-10-26 - 関西国際空港 南イベント広場

大空直美・中島唯・松田颯水　めっちゃすきやねん初の単独有料イベント 
- - 2013-12-14 - アメリカンリゾート　ブリリアント

### 2014年
めっちゃすきやねん 1周年記念日本橋ストリートフェスタに凱旋イベント
- - 2014-03-21 - アニメイト大阪日本橋店

めっちゃすきねやん上京物語
- - 2014-07-06 - 高島平 LIVE STAGE HODGEPODGE（ホッジポッジ）

めっちゃすきやねん夏祭り
- - 2014-07-27 - アニメイト 大阪日本橋店

キャラホビ2014 C3×HOBBY めっちゃすきやねんミニイベント＆Ｔシャツ・タオルリストバンド・缶バッヂセットお渡し会
- - 2014-08-24 - 幕張メッセ 国際展示場ホール

カウントダウンイベントチケットお渡し会 
- - 2014-11-23 - 大阪城公園 太陽の広場

1314Vステーション NO!×DRUGスペシャルライブ 
- - 2014-11-23 -  大阪市立西成区民センター

コミックマーケット87 めっちゃすきやねん番組CDお渡し会
- - 2014-12-30 - 東京ビッグサイト（東京国際展示場）

めっちゃすきやねんカウントダウンイベント 
- - 2014-12-31 - OBP円形ホール（大阪ビジネスパーク円形ホール）

### 2015年
めっちゃすきやねん番組CD初売りお渡し会
- - 2015-01-01 - アニメイト 大阪日本橋店

1314 V-STATION うたの文化祭2015 
- - 2015-02-15 - 高砂市文化会館じょうとんばホール

めっちゃすきやねん大名刺交換会 in Anime Japan 
- - 2015-03-22 - 東京ビッグサイト（東京国際展示場）

ニッポン放送ラジオパーク2015 めっちゃすきやねん大阪セットお渡し会 
- - 2015-05-02 - 日比谷公園

めっちゃすきやねん春祭り 
- - 2015-05-23 - ダーツ＆スポーツバー DIJest

めっちゃすきやねん歌合戦 
- - 2015-09-21 - パセラリゾーツ　グランデ渋谷店

コミックマーケット89 めっちゃすきやねんお渡し会
- - 2015-12-31 - 東京ビッグサイト（東京国際展示場）

### 2016年
めっちゃすきやねん的新春カーニバル
- - 2016-01-17 - ヤクルトホール

夜中メイクが気になったから的新春カーニバル
- - 2016-01-17 - ヤクルトホール

1314 V-STATION うたの文化祭2016
- - 2016-01-24 - 岸和田市立浪切ホール

みるくらりあっと Vol.8 〜続・MOE BREAK 2000〜 【OSAKA】
- - 2016-02-07 - 堂島リバーフォーラム

めっちゃすきやねん 3周年記念イベント
- - 2016-03-19 - ダーツ＆スポーツバー DIJest

第12回 日本橋ストリートフェスタ2016 ラジオ大阪ブース リスナーにインタビュー
- - 2016-03-20 - マジンガースクエア

めっちゃすきやねん「公式ファンブック」配布会
- - 2016-03-27 - 東京ビッグサイト（東京国際展示場）

ラジオパーク in 日比谷 2016 ラジオ大阪ブース　めっちゃすきやねん大阪ガラポン大会
- - 2016-04-29 - 日比谷公園

めっちゃすきやねん歌合戦 全国5大都市ツアー in 東京
- - 2016-07-17 - パセラリゾーツ　グランデ渋谷店

めっちゃすきやねん歌合戦 全国5大都市ツアー in 名古屋
- - 2016-07-23 - ライブハウス 栄ムジカ

めっちゃすきやねん歌合戦 全国5大都市ツアー in 大阪
- - 2016-07-31 - クレオ大阪東

めっちゃすきやねん歌合戦 全国5大都市ツアー in 京都
- - 2016-09-18 - 京都ARCDEUX

めっちゃすきやねん歌合戦 全国5大都市ツアー in 神戸
- - 2016-09-19 - Harbor Studio

OBCラジオまつり　ふれあい広場2016　めっちゃすきやねん年越しイベントチケットお渡し会
- - 2016-11-23 - 大阪城公園 太陽の広場

OBCラジオまつり　ふれあい広場2016 めっちゃすきやねんスペシャルステージ
- - 2016-11-23 - 大阪城公園 太陽の広場

第9回 声優紅白スターボウリング
- - 2016-12-25 - ボウルアロー 八尾店

めっちゃすきやねん 年越しカウントダウンイベント
- - 2016-12-31 - ダーツ＆スポーツバー DIJest

### 2017年
めっちゃすきやねん 大新年会イベント
- - 2017-01-01 - ダーツ＆スポーツバー DIJest

ゲームの電撃 感謝祭2017＆電撃文庫 春の祭典2017＆電撃コミック祭2017ラジオ大阪ブース 「めっちゃすきやねん」３年目ダウンロードカードお渡し会 
- - 2017-03-12 - ベルサール秋葉原

めっちゃすきやねん夏祭り 
- - 2017-08-20 - ダーツ＆スポーツバー DIJest

めっちゃすきやねんダーツ大会 
- - 2017-08-20 - ダーツ＆スポーツバー DIJest

京まふ2017 最新CDお渡し会 
- - 2017-09-17 - みやこメッセ

めっちゃすきやねん歌合戦 全国5大都市ツアー2017 in 京都 
- - 2017-09-17 - 京都ARCDEUX

めっちゃすきやねん歌合戦 全国5大都市ツアー2017 in 名古屋 
- - 2017-11-11 - ROXX栄

めっちゃすきやねん歌合戦 全国5大都市ツアー2017 in 東京 
- - 2017-11-12 - Zirco Tokyo

めっちゃすきやねん歌合戦 全国5大都市ツアー2017 in 札幌 
- - 2017-12-3 - 札幌XENON

OBC「めっちゃすきねやん」忘年会 in サッポロビール園
- - 2017-12-3 - サッポロビール園 ポプラ館

めっちゃすきやねん歌合戦 全国5大都市ツアー2017 in 大阪 
- - 2017-12-24 - 関大前TH HALL

### 2018年
アニメジャパン2018 「めっちゃすきやねん」スクールカレンダーお渡し会 
- - 2018-3-24 - 東京ビッグサイト（東京国際展示場）

ラジオ大阪開局60周年記念 1314V-STATION20周年記念 岩田光央・鈴村健一スウィートイグニッション15周年記念 V-STATION the Live passion 
- - 2018-7-7～8 - 神戸ワールド記念ホール

めっちゃすきやねん 5th Anniversary ファニトーーーク！ ～通常収録風景の部～ 
- - 2018-12-14 - 梅田BLOCK

めっちゃすきやねん 5th Anniversary ファニトーーーク！ ～カオスの部～ 
- - 2018-12-14 - 梅田BLOCK

めっちゃすきやねん 5th Anniversary めっちゃファニやねんフェス in 西九条 
- - 2018-12-15 - 西九条Brand New